# Tomte Tummetott
Tomte Tummetott ist eine zweiteilige Kinderbuchreihe aus den 1960er Jahren von Astrid Lindgren mit Zeichnungen von Harald Wiberg. Die Übersetzung der beiden deutschen Ausgaben stammt von Silke von Hacht.

## Inhalt

### Tomte Tummetott
Die Geschichte ist eine Adaption des schwedischen Gedichts „Tomten“ von Viktor Rydberg (1881). Die Erzählung handelt von Tomte Tummetott, der in einer Winternacht aus seinem Versteck auf einem Heuboden herauskommt und nach den schlafenden Menschen und Tieren des Bauernhofes schaut. Doch er kommt immer nur nachts, wenn alle schlafen. Kein Mensch hat ihn je gesehen. Er besucht die schlafenden Tiere und Menschen in ihren Ställen und raunt ihnen Wichtelworte zu. Mit diesen macht er ihnen Hoffnung, dass der Frühling bald kommen wird. 

### Tomte und der Fuchs
Eine Fortsetzung Räven och Tomten von Karl-Erik Forsslund wurde 1966 ebenfalls von Astrid Lindgren adaptiert. Die deutsche Ausgabe erschien unter dem Titel „Tomte und der Fuchs“. In der Erzählung hilft Tomte Tummetott einem hungrigen Fuchs namens Mickel, der in einer Weihnachtsnacht auf den Bauernhof kommt. Der Fuchs ist so hungrig, dass er versucht die Hühner des Hofes zu fangen und zu essen. Jedoch wird er von Tomte Tummetott aufgehalten. Dieser beschützt die Tiere des Hofes. Da Tomte Tummetott aber merkt, wie hungrig Mickel ist, bietet er diesem an, sein Essen mit ihm zu teilen. Denn die Kinder aus dem Bauernhof stellen Tomte jeden Abend ein Schälchen mit Grütze hin. Als Mickel hört, dass Tomte bereit ist jeden Abend die Grütze mit Mickel zu teilen ist Mickel überglücklich. Satt verlässt er den Hof und zieht in den Wald hinaus.

## Figuren
- Tomte Tummetott ist der gute Hausgeist des Bauernhofes, der den Kühen, dem Pferd, den Hühnern, Schafen und Lämmern ob des kalten Winters Mut zuspricht und nachts über die Eltern und Kinder wacht – und das seit vielen Jahrhunderten. „Tomte“ ist die schwedische Bezeichnung für die Fabelfigur des Nisse. Im schwedischen Original hat Tomte Tummetott keinen Namen, er wird einfach nur Tomte genannt, was so viel heißt wie Wichtel.
- Mickel ist ein Fuchs, der im Winter durch die Schneelandschaft schleicht. Im Winter findet er nicht genügend zu essen, und so geht er zu einem Bauernhof, in der Hoffnung, dort etwas Essbares auftreiben zu können.
- Karo ist der Hund, der auf dem Bauernhof in einer Hundehütte lebt. Dieser wartet jede Nacht auf den Besuch von seinem Freund Tomte Tummetott.
- Die Tiere und Menschen des Bauernhofes werden nicht namentlich benannt. Es gibt Kühe, ein braunes Pferd, Schafe, Lämmer, Hühner, Mäuse und eine Katze. Außerdem leben Erwachsene und mehrere Kinder auf dem Bauernhof. Die Kinder stellen Tomte jeden Abend eine Schüssel mit Grütze vor die Tür.

## Entstehungsgeschichte
Das Gedicht Tomten, auf dem Lindgrens Bücher basieren, wurde 1881 von Viktor Rydberg geschrieben. Nachdem es 1957 mit Illustrationen von Harald Wiberg in der Kinderzeitschrift Klumpe Dumpe erschienen war, setzte sich Astrid Lindgren für eine Veröffentlichung des Gedichts und der Illustrationen in Buchform bei dem Verlag Rabén & Sjögren ein. Dort arbeitete Astrid Lindgren zu dieser Zeit als Lektorin. 1960 wurde das Gedicht mit den Illustrationen von Harald Wiberg bei dem Verlag veröffentlicht und war gleich ein großer Erfolg. Astrid Lindgren war so begeistert von dem Buch und den Illustrationen, dass sie auch eine Veröffentlichung des Buches in anderen Ländern anstrebte. Daher setzte sie sich in einer Sitzung mehrerer Verleger dafür ein. Da das Gedicht nur schwer in andere Sprachen zu übersetzen ist, baten die Verleger Astrid Lindgren einen Text zu den Bildern zu schreiben, was Astrid Lindgren auch tat. Die metaphysischen Betrachtungen aus dem Gedicht ließ Lindgren weg. Diese Version wurde noch im selben Jahr in Deutschland, unter dem Titel Tomte Tummetott veröffentlicht. Ein Jahr später folgte die Veröffentlichung in den Vereinigten Staaten und weiteren Ländern. Viktor Rydbergs Name erschien in diesen Ländern nicht mehr auf dem Titel des Buches, anstatt dessen wurde Astrid Lindgrens Name angegeben. Nach dem Erfolg des Buches wurde 1965 auch das klassische Gedicht Räven och tomten von Karl-Erik Forsslund von Astrid Lindgren für die Ausgaben im Ausland in Prosa umgearbeitet. In Deutschland erschien das Buch unter dem Titel Tomte und der Fuchs. Die schwedische Ausgabe enthielt jedoch den Originaltext von Forsslund.
2012 – 52 Jahre nach Veröffentlichung der ersten deutschen Ausgabe von Tomte Tummetott, erschien Astrid Lindgrens Version des Buches erstmals auf Schwedisch. In dem Jahr hatte der deutsche Verleger Lindgrens Originalschrift in seinen Archiven gefunden und selbige nach Schweden zurückgebracht. Das Buch von 2012, das unter dem Titel Tomten är vaken veröffentlicht wurde, enthält neue Illustrationen von Kitty Crowther. 2017 erfolgte in Schweden auch die Veröffentlichung des Buches Räven och tomten (Tomte und der Fuchs), neu illustriert von Eva Eriksson.
Nur in der deutschen Geschichte hat der Wichtel einen Namen, Tomte Tummetott. In der schwedischen Fassung wird er Tomte (schwedisches Wort für Wichtel oder Nisse) genannt.

## Verfilmungen

### Tomte Tummetott und der Fuchs
Die Verfilmung Tomte Tummetott und der Fuchs wurde komplett außerhalb Schwedens produziert. Beteiligt waren 2007 die Ogglies Film Produktion (Oetinger Verlag) mit der Animationsfirma TRIKK17 und dem Hamburger Tonstudio Manor-Station. Jedoch wurde die Geschichte ein wenig verändert. So tritt in der Verfilmung ein Mädchen auf, welches Tomte Tummetott tatsächlich zu sehen bekommt, während ihre Familie nur den Fuchs sieht.

### Tomte und der Fuchs
Eine weitere norwegische Verfilmung, Tomte und der Fuchs (Reven og Nissen), wurde 2019 gedreht. Sie wurde am 23. Dezember 2019 in Norwegen und am 24. Dezember 2019 in Schweden unter dem Titel Räven och Tomten erstausgestrahlt. Dieser Film wurde von Qvisten Animation AS in Zusammenarbeit mit der Astrid Lindgren Company produziert. Die Regie des ungefähr 9-minütigen Films übernahmen Are Austnes und Yaprak Morali. Diese Verfilmung orientiert sich sehr nah an Astrid Lindgrens Buch. Die wenigen gesprochenen Worte aus der Verfilmung sind wortwörtlich aus Lindgrens Buch übernommen. Die Gestaltung der Figuren, der Farm und der Landschaft orientiert sich stark an den Illustrationen von Eva Eriksson.

## Erwähnung in weiteren Werken von Astrid Lindgren
Astrid  Lindgren berichtet auch in anderen Werken von dem Wichtel oder dem Fuchs. So auch in ihrem Roman Ferien auf Saltkrokan (in einigen deutschen Ausgaben wird anstatt von Tomten vom Weihnachtsmann gesprochen). So stellt Tjorven einen Teller mit Grütze für den Wichtel hinaus, genau wie ihre Großmutter es bereits Jahre zuvor getan hatte. Dieser ist morgens leer. Während Tjorven sich sicher ist, dass Tomten diesen geholt hat, glaubt Pelle, dass sich der hungrige Fuchs, der auf der Insel lebt, das Essen genommen hat.  In der dazugehörigen Fernsehserie Ferien auf der Kräheninsel in der Folge Besuch im Winter (Visst finns det tomtar, deutsch: Natürlich gibt es Tomte) sieht der Zuschauer, wie der Fuchs ein Salamibrot, das Tjorven zu der Grütze legt, isst. Tjorven glaubt, Tomte (in der deutschen Version der Weihnachtsmann) habe das Salamibrot gegessen. Zusätzlich wird am Ende der Folge das Lied Gläns över sjö och strand (in der deutschen Version stattdessen: Alle Jahre wieder) gesungen, das auf einem weiteren Gedicht von Viktor Rydberg beruht.
Auch in einigen von Astrid Lindgrens Kurzgeschichten tauchen Hofwichtel auf, wie zum Beispiel in Johans Abenteuer am Weihnachtsabend oder in Pumpernickel und seine Brüder. In der Erzählung Jul i Vimmerby erinnert sich Astrid Lindgren an ein Weihnachtsfest ihrer Kindheit. So muss sie auch an eine Tomtepappfigur denken, die jedes Jahr auf dem Dach der Krippe ihrer Familie sitzt. Die Familie hat den Tomten Roland Sjöblad getauft, da er einem Jungen mit diesem Namen ähnelt.

## Ausgaben
Astrid Lindgren hat zwei Geschichten bzw. Bücher über Tomte Tummetott geschrieben:
1. Astrid Lindgren: Tomte Tummetott. Bilder von Harald Wiberg. 39. Auflage. Oetinger Verlag, 1960, ISBN 3-7891-6130-6 (schwedisch: Tomten. Übersetzt von Silke von Hacht). (die schwedische Ausgabe enthält nicht den Text von Astrid Lindgren, sondern das Gedicht von Viktor Rydberg. Der Text von Astrid Lindgren wurde in Schweden erstmals 2012 mit den Illustrationen von Kitty Crowther veröffentlicht.)
2. Astrid Lindgren: Tomte und der Fuchs. Bilder von Harald Wiberg. 28. Auflage. Oetinger Verlag, 1966, ISBN 3-7891-6131-4 (schwedisch: Räven och Tomten. Übersetzt von Silke von Hacht). (die schwedische Ausgabe enthält nicht den Text von Astrid Lindgren, sondern das Gedicht von Karl-Erik Forsslund. Der Text von Astrid Lindgren wurde in Schweden erstmals 2019 mit den Illustrationen von Eva Eriksson veröffentlicht.)

Neuillustrierte Ausgaben (in Schweden erstmals mit den Texten von Astrid Lindgren):
- Astrid Lindgren: Tomten är vaken, Geschichte 1 neuillustriert von Kitty Crowther. Rabén & Sjögren, Stockholm 2012, ISBN 978-91-29-68093-5.
  - deutsch von Silke von Hacht: Tomte Tummetott, Bilder von Kitty Crowther. Oetinger, Hamburg 2014, ISBN 978-3-7891-7938-9.[4]
- Astrid Lindgren: Räven och Tomten, Geschichte 2 neuillustriert von Eva Eriksson. Rabén & Sjögren, Stockholm 2017, ISBN 978-91-29-70196-8.
  - deutsch von Silke von Hacht: Tomte und der Fuchs, Bilder von Eva Eriksson. Oetinger, Hamburg 2019, ISBN 978-3-7891-0854-9 und als Aufklapp-Bilderbuch, Oetinger, Hamburg 2022, ISBN 978-3-7512-0034-9.